# Carcere di Aiud

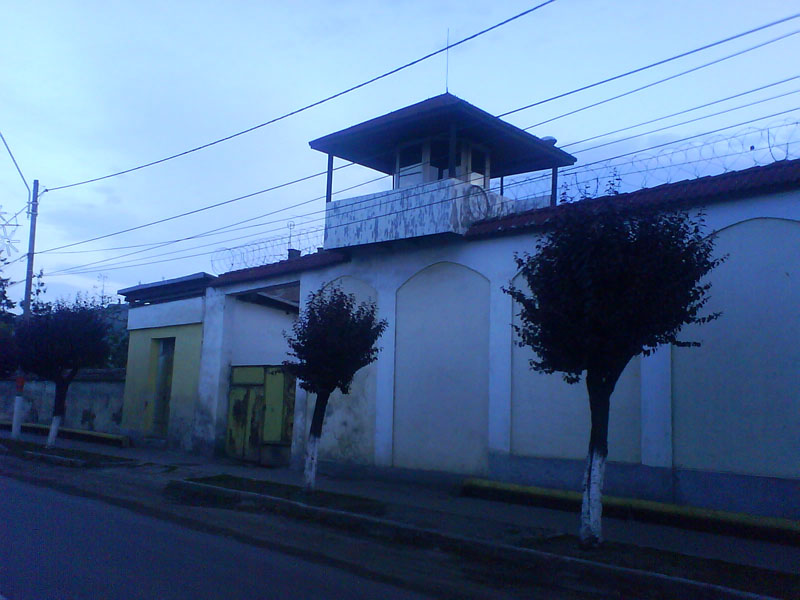
Torre di guardia

Il carcere di Aiud è un complesso carcerario di Aiud, nella Transilvania centrale, in Romania. 

## Storia
La prigione è conosciuta per i suoi prigionieri politici, specialmente durante la seconda guerra mondiale, durante il regno della Romania da parte di Ion Antonescu e in seguito dai comunisti. L'edificio fu costruito nel 19 ° secolo.
Molti storici sostengono che Aiud è stato, durante la storia del comunismo, il luogo di detenzione più difficile. Fino alla fine degli anni '80, oltre ai prigionieri politici (intellettuali, commercianti e ricchi industriali, insegnanti, giornalisti, imprenditori e altri), qui sono stati rinchiusi detenuti con condanne lunghe, i cosiddetti m.s.v  - muncă silnică pe viaţă (lavori forzati a vita) e persone considerate "irrecuperabili". 
Dopo il 1948, i prigionieri politici vengono isolati dai detenuti condannati per reati comuni. Nel 1949, secondo le statistiche ufficiali, nel carcere erano presenti 4.009 prigionieri politici, arrivando nel 1964 a 3.200. Tra il 1950-1964, il numero dei prigionieri politici da Aiud era di 14.193. Di questi, tenendo conto degli atti di morte del municipio di Aiud, 149 persone sono morte durante gli anni 1945-1947 nel carcere di Aiud (la metà di loro accusate di reati politici). Le statistiche della Direzione generale delle prigioni per il periodo 1948-1964, danno 437 morti nel carcere di Aiud, ma secondo alcune stime non ufficiali, il numero dei morti sarebbe di circa 700.
Le principali cause di morte sono state: tubercolosi, polmonite, congestione polmonare, cancro (intestinale, duodenale, del polmone, della prostata), insufficienza cardiaca, insufficienza epatica, distrofia renale, emorragia cerebrale, meningite, cirrosi, malattie causate dai maltrattamenti ai quali sono stati sottoposti i prigionieri: torture fisiche e mentali, alimentazione insufficiente, condizioni di freddo e cure mediche assenti o inadeguate.

## Detenuti
- Aurel Aldea (generale)
- Bartolomeu Anania (sacerdote ortodosso, traduttore e membro della Guardia di Ferro)
- Szilárd Bogdánffy (vescovo)
- Traian Brăileanu (sociologo)
- Emil Calmanovici (ingegnere e militante comunista)
- Ion Cârja (scrittore e militante anticomunista)
- Nichifor Crainic (patriota)
- Radu Filipescu (dissidente)
- Pan Halippa (giornalista e politico conservatore)
- Traian Herseni (sociologo, scienziato razziale e membro della Guardia di Ferro)
- Ion Ioanid (scrittore)
- George Ivașcu (giornalista)
- Vasile Luca (politico)
- Istrate Micescu (politico)
- Alexandru Nicolschi (politico)
- Constantin Petrovicescu (militare, patriota)
- Dumitru Stăniloae (teologo ortodosso)
- Nicolae Steinhardt (scrittore, Monaco ortodosso)
- Constant Tonegaru (poeta)
- Sandu Tudor (monaco ortodosso e poeta)
- Petre Țuțea (filosofo, patriota)
- Mircea Vulcănescu (patriota)